# Retroporcus
Retroporcus — вимерлий рід парнопалих, який існував у міоцені в Європі, Індостанському субконтиненті та Туреччині.